# Odorrana amamiensis
Odorrana amamiensis е вид земноводно от семейство Водни жаби (Ranidae). Видът е застрашен от изчезване.

## Разпространение
Разпространен е в Япония.